# Paitchau
Der Paitchau (Gunung Paitchau, Paitxau, Paixou, Paicao) ist ein Berg in Osttimor, südlich des Sees Ira Lalaro, im Sucos Muapitine (Verwaltungsamt Lospalos, Gemeinde Lautém). Bis 2015 gehörte das Gebiet zum Suco Mehara. Der Berg ist Teil der Paitchau-Bergkette, die den Süd- und Ostrand des Fuiloro-Plateaus bildet, steht aber isoliert von anderen Erhebungen und hat eine Höhe von 995 m.
Der Name des Berges bedeutet auf Deutsch „Schweinekopf“.

## Fauna und Fauna
| Trigger-Arten in der Important Bird Area Paitchau und Ira Lalaro |                        |
| Vogelart                                                         | Information            |
| Große Kuckuckstaube (Macropygia magna)                           | nicht gefährdet        |
| Timortaube (Turacoena modesta)                                   | potenziell gefährdet   |
| Grüne Timortaube (Treron psittaceus)                             | stark gefährdet        |
| Sundafruchttaube (Ducula rosacea)                                | potenziell gefährdet   |
| Gelbwangenkakadu (Cacatua sulphurea)                             | vom Aussterben bedroht |
| Timorsittich (Aprosmictus jonquillaceus)                         | potenziell gefährdet   |
| Timorliest (Todiramphus australasia)                             | potenziell gefährdet   |
| Temminckhonigfresser (Meliphaga reticulata)                      | nicht gefährdet        |
| Timorlederkopf (Philemon inornatus)                              | nicht gefährdet        |
| Timorhonigfresser (Lichmera flavicans)                           | nicht gefährdet        |
| Dreifarben-Honigfresser (Myzomela vulnerata)                     | nicht gefährdet        |
| Timorgerygone (Gerygone inornata)                                | nicht gefährdet        |
| Orpheusdickkopf (Pachycephala orpheus)                           | nicht gefährdet        |
| Feigenpirol (Sphecotheres viridis)                               | nicht gefährdet        |
| Sundapirol (Oriolus melanotis)                                   | nicht gefährdet        |
| Timorstutzschwanz (Urosphena subulata)                           | nicht gefährdet        |
| Timorlaubsänger (Phylloscopus presbytes)                         | nicht gefährdet        |
| Fleckenbrust-Brillenvogel (Heleia muelleri)                      | potenziell gefährdet   |
| Timordrossel (Zoothera peronii)                                  | potenziell gefährdet   |
| Timorschmätzer (Saxicola gutturalis)                             | potenziell gefährdet   |
| Brustband-Grundschnäpper (Ficedula timorensis)                   | potenziell gefährdet   |
| Hyazinthenblauschnäpper (Cyornis hyacinthinus)                   | nicht gefährdet        |
| Macklot-Mistelfresser (Dicaeum maugei)                           | nicht gefährdet        |
| Sonnennektarvogel (Cinnyris solaris)                             | nicht gefährdet        |
| Blaugrüne Papageiamadine (Erythrura tricolor)                    | nicht gefährdet        |

BirdLife International hat den Berg und die umliegende Region mit dem nördlich gelegenen See Ira Lalaro zu einer Important Bird Area erklärt. Hier leben zahlreiche Vogelarten, einige von ihnen sind endemisch und kommen nur in einem begrenzten Gebiet vor. Die Region ist zum Teil mit Flachlandwald und immergrünen Bäumen an den Hängen bewaldet. Um den Ira Lalaro befinden sich Sümpfe. Das südlich vom Berg gelegene Gebiet ist nahezu unberührt und fast nicht besiedelt. In den Karsthügeln finden sich kleinere Seen, Flüsse, Sümpfe und verschiedene Wälder. Um den Berg herum stehen die am besterhaltenen Primärwälder Timors. Das Gebiet gehört zum Nationalpark Nino Konis Santana.

## Sonstiges

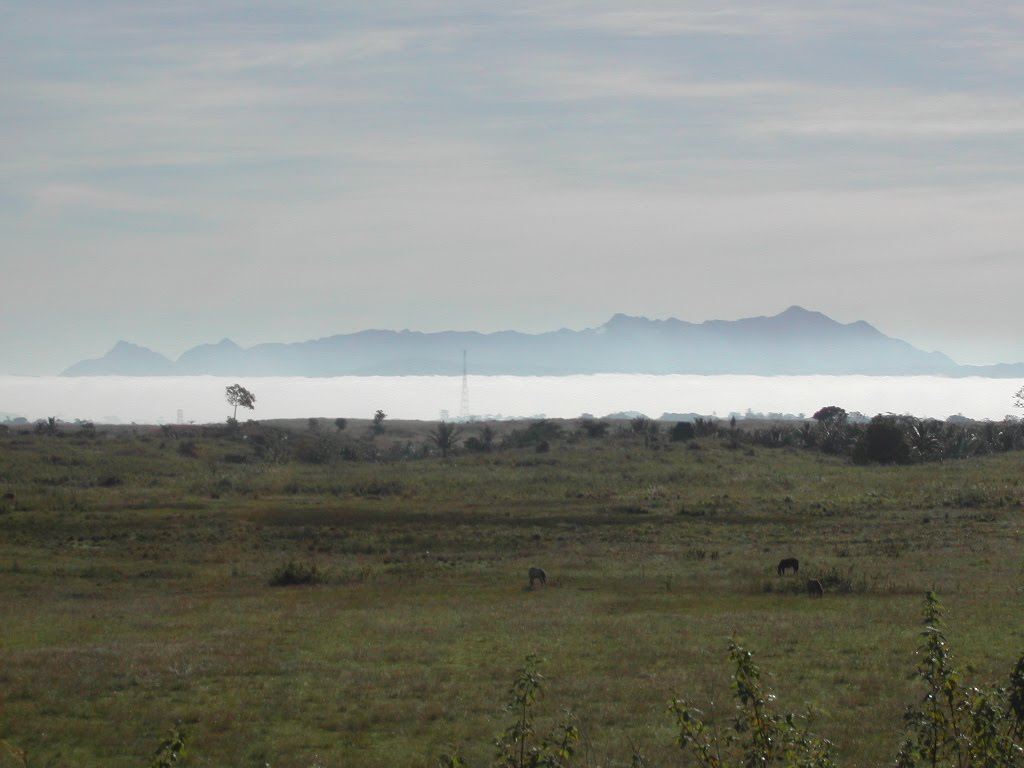
Blick vom Rand der Ebene des Ira Lalaro, nahe Ililapa auf die Paitchau-Bergkette

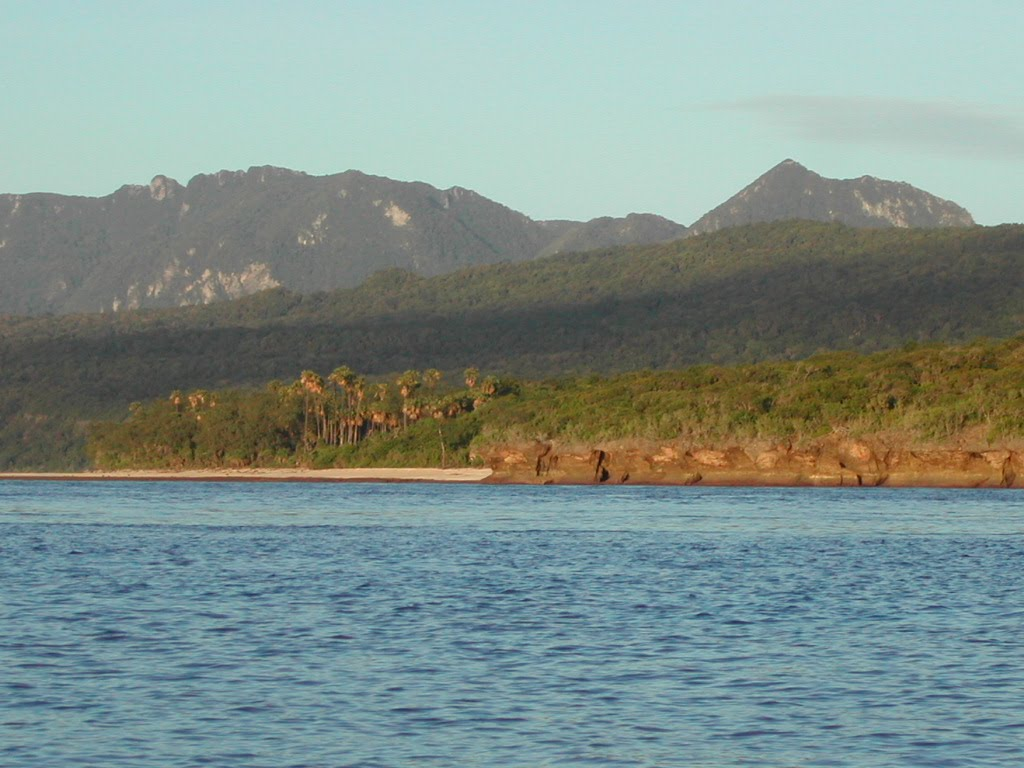
Der Paitchau von der Ostspitze Timors aus gesehen

In Malahara plante man mehrere Jahre unterirdisch das bisher größte Wasserkraftwerk des Landes, das Lospalos und Dili mit Strom versorgen sollte. Das Wasser sollte vom See Ira Lalaro unterhalb des Paitchau in Richtung Timorsee fließen. Das Projekt ist inzwischen eingestellt worden.